# Уршица (Јаши)
Уршица (рум. Urșița) насеље је у Румунији у округу Јаши у општини Мироњаса. Oпштина се налази на надморској висини од 347 m.

## Становништво
Према подацима из 2002. године у насељу је живело 617 становника, од којих су сви румунске националности.